# (5386) Bajaja
(5386) Bajaja – planetoida z grupy pasa głównego asteroid okrążająca Słońce w ciągu 3 lat i 131 dni w średniej odległości 2,24 j.a. Została odkryta 1 października 1975 roku w Obserwatorium Féliksa Aguilara. Nazwa planetoidy pochodzi od Estebana Bajaji (ur. 1931), kierującego instalacją pierwszego radioteleskopu w Argentynie, będącego też jednym z pierwszych radioastronomów w tym kraju. Przed nadaniem nazwy planetoida nosiła oznaczenie tymczasowe (5386) 1975 TH6.